# Stamboom Willem van Oranje-Nassau (1833-1834)
Dit is de stamboom van Willem van Oranje-Nassau (1833-1834).
| Stamboom Willem van Oranje-Nassau (1833-1834) | Stamboom Willem van Oranje-Nassau (1833-1834)                                    | Stamboom Willem van Oranje-Nassau (1833-1834)                                                  |
| --------------------------------------------- | -------------------------------------------------------------------------------- | ---------------------------------------------------------------------------------------------- |
| Grootouders                                   | Willem I van Oranje-Nassau (1772-1843) x 1791 Wilhelmina van Pruisen (1774-1837) | Frederik Willem III van Pruisen (1770-1840) x 1793 Louise van Mecklenburg-Strelitz (1776-1810) |
| Ouders                                        | Frederik van Oranje-Nassau (1797-1881) x 1825 Louise van Pruisen (1808-1870)     | Frederik van Oranje-Nassau (1797-1881) x 1825 Louise van Pruisen (1808-1870)                   |
| Willem van Oranje-Nassau (1833-1834)          |                                                                                  |                                                                                                |
| Kinderen                                      | -                                                                                | -                                                                                              |